# Блуменау
Блуменау е град в Санта Катарина, Бразилия. Населението му е 309 214 жители (2007 г., прибл. оценка), а площта му е 510 кв. км. Основан е на 2 септември 1850 г. от 18 германски имигранти. Според Бразилския институт по география и статистика 94,55% от населението е бяло (2000 г.), а според същата организация на преброяването през 2000 г., 73,90% от населението са католици.